# Æthelred (Mercia)

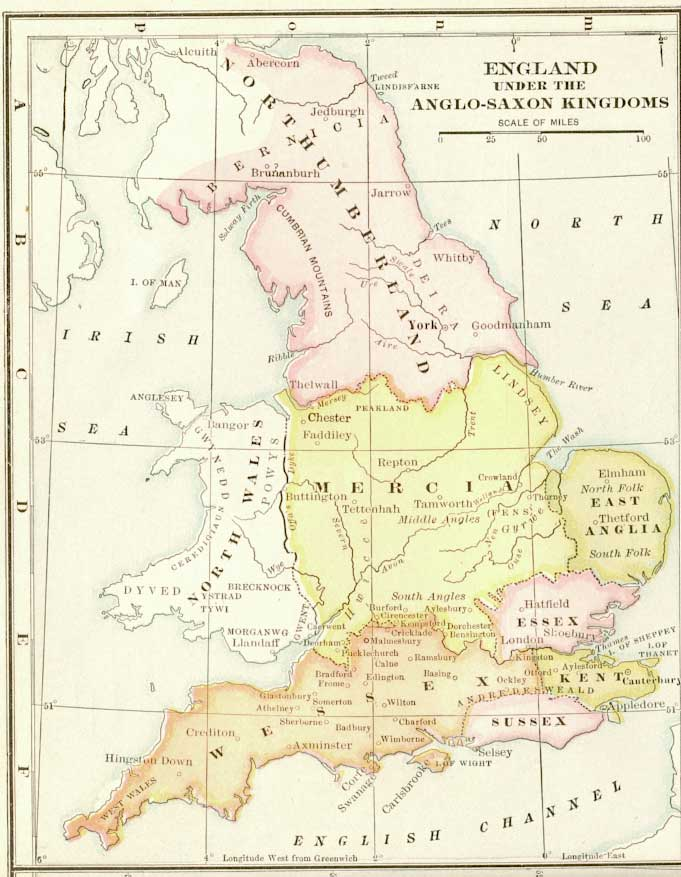
Das angelsächsische England

Stammbaum Æthelreds

Æthelred († 716 in Bardney) war König des angelsächsischen Königreichs Mercia von 675–704. Æthelred war ein Sohn König Pendas und jüngerer Bruder von Wulfhere, dem er als König nachfolgte, nachdem Wulfhere 675 in der Schlacht von Biedanheafde gegen die Truppen Wessex’ unter deren König Æscwine gefallen war.
Noch im selben Jahr gründete Æthelred das der Heiligen Jungfrau und dem Heiligen Hardulf gewidmete Kloster Breedon-on-the-Hill. 676 starb König Æscwine von Wessex und Æthelred fiel in das Königreich Kent ein und verwüstete es dermaßen, dass zwei aufeinander folgende Bischöfe der Diözese Rochester ihr Amt wegen zu geringer Einnahmen wieder aufgaben.
Æthelred konnte seinen Einfluss zeitweilig auf das Gebiet Wessex’ ausdehnen, da er einen merzischen Bischof in Dorchester-on-Thames, dort wo die ersten Bischöfe der Westsachsen ihren Sitz hatten, einsetzen konnte. Außerdem wird Æthelred mit der Gründung der Abtei in Abingdon in Verbindung gebracht.
Das Königreich der Hwicce kam in den Einflussbereich Æthlreds, da sein Neffe Berhtwald im Jahre 685 Land an Bischof Aldhelm von Sherborne im Gebiet des Königreichs Hwicce vergeben konnte.
Zu Beginn seiner Herrschaft näherte sich Æthelred Northumbria an. Er heiratete Osthryth, die Schwester des northumbrischen Königs Ecgfrith – doch kam es bald darauf wieder zu Unstimmigkeiten zwischen beiden Reichen, vermutlich über den Besitz des Königreichs Lindsey, die erneut zum Krieg führten. Im Jahr 679 kam es am Fluss Trent zur Schlacht, die Æthelred siegreich für sich entscheiden konnte und das bisher relativ unabhängige Königreich Lindsey Mercia einverleibte. Er musste jedoch auf Intervention des Erzbischofs von Canterbury, Theodor von Tarsus, hin Ecgfrith Wergeld für den Tod von dessen Bruder Ælfwine zahlen, der in der Schlacht gefallen war. In der Folge baute Æthelred seine Dominanz über den Süden Englands aus, im Jahre 688 setzte er Oswine als einen ihm ergebenen König in Kent ein.
Æthelred gelang es die letzten Reste der Oberherrschaft Northumbrias über Mercia abzuschütteln, seinen Herrschaftsbereich zu festigen, in Richtung Osten auszudehnen und das Königreich Lindsey in Mercia zu integrieren. Die Oberherrschaft über die verschiedenen Gebiete und Territorien, die Æthelred ausübte, wird durch ein einzigartiges Dokument, das sogenannte Tribal Hidage, gemeinhin datiert auf die zweite Hälfte des siebten Jahrhunderts, deutlich. Das Tribal Hidage ist eine Liste von namentlich genannten Gebieten und Territorien, deren Größe nach der Anzahl ihrer Hufe angegeben werden. Da diese Auflistung mit Mercia beginnt, welches auch die bei weitem größte Anzahl Hufe aufweist, und sich auf die Midlands konzentriert, wobei auch andere sich in Randlage zu den Midlands befindlichen Gebiete erwähnt werden, lässt dies darauf schließen, dass es sich um eine Liste von Mercia abhängiger Herrschaften, vor deren vollständigen Integration in das erstarkende Mercia, handelt. Die südlichen Königreiche begannen sich andererseits der Kontrolle durch Mercia zu entziehen, und so kam es zu ständigen Auseinandersetzungen mit dem an Stärke zunehmenden Wessex.
697 wurde Æthelreds Frau Ostryth von mercischen Adligen ermordet. Sie wurde im Kloster Bardney beigesetzt und später als Heilige verehrt. Der Grund für ihre Ermordung ist ungeklärt. Möglich ist jedoch, dass sie zusammen mit ihrem Sohn Oshere konspirierte, um das Königreich der Hwicce von Mercia zu lösen. Im Jahre 704 trat Æthelred schließlich als König zurück, um sich als Abt ins Kloster Bardney zurückzuziehen, als seinen Nachfolger bestimmte er Wulfheres Sohn Cenred. Æthelred starb zwölf Jahre später in Bardney.

### Sekundärliteratur
- Steven Basset (Hrsg.): The Origins of Anglo-Saxon Kingdoms, Leicester University Press, Leicester 1989, ISBN 0-7185-1317-7.
- Nicholas Brooks: „The Formation of the Mercian Kingdom“ in: Steven Basset (Hrsg.): The Origins of Anglo-Saxon Kingdoms, Leicester University Press, Leicester 1989, ISBN 0-7185-1317-7.
- James Campbell (Hrsg.): The Anglo-Saxons, Phaidon, London 1982, ISBN 0-7148-2149-7.
- Wendy Davies: „Annals and the Origins of Mercia“ in Ann Dornier: Mercian Studies. Leicester University Press, Leicester 1977, ISBN 0-7185-1148-4.
- Ann Dornier: Mercian Studies. Leicester University Press, Leicester 1977, ISBN 0-7185-1148-4.
- David Dumville: „Essex, Middle Anglia and the Expansion of Mercia in the South East“ in: Steven Basset (Hrsg.): The Origins of Anglo-Saxon Kingdoms, Leicester University Press, Leicester 1989, ISBN 0-7185-1317-7.
- H.P.R. Finnberg: The Early Charters of the West Midlands, Leicester University Press, Leicester 1971, ISBN 0-7185-1024-0.
- Nicholas J. Higham: The Kingdom of Northumbria. AD 350–1100. Sutton, Stroud 1993, ISBN 0-86299-730-5.
- Nicholas J. Higham: The Convert Kings: Power and Religious Affiliation in Early Anglo-Saxon England, Manchester University Press, Manchester 1997, ISBN 0-7190-4827-3.
- D. P. Kirby: The Earliest English Kings. Unwin Hyman, London 1991, ISBN 0-04-445691-3.
- Frank M. Stenton: Anglo-Saxon England. 3. Aufl., Oxford University Press, Oxford 1971, ISBN 0-19-280139-2.
- Ian W. Walker: Mercia and the Making of England. Sutton, Stroud 2000, ISBN 0-7509-2131-5.
- John M. Wallace-Hadrill: Early Germanic Kingship in England and on the Continent. Clarendon, Oxford 1971, ISBN 0-19-873011-X.
- Barbara Yorke: Kings and Kingdoms of Early Anglo-Saxon England. Routledge, London-New York 2002, ISBN 978-0-415-16639-3. PDF (6,2 MB)